# Humphrey Mijnals
Humphrey August Mijnals (Moengo, 21 de dezembro de 1930 — Utrecht, 27 de julho de 2019) foi um futebolista que jogou futebol internacional pela Países Baixos e pelo Suriname. Ele jogou como zagueiro e é considerado o primeiro não-branco a defender a seleção laranja e o primeiro dela nativo dessa antiga colônia.[carece de fontes?]

## Biografia

### Carreira profissional
Mijnals atuou no SV Robinhood de seu país natal nos anos 1950, sendo uma das estrelas da equipe (onde foi quatro vezes campeão). Ele também jogou por seis meses no América Futebol Clube de Pernambuco.
Em 1956 ele foi transferido para o USV Elinkwijk, de Utrecht (Países Baixos), juntamente com seu irmão Frank e três outros jogadores do Suriname, Michel Kruin, Erwin Sparendam e Charley Marbach, um quinteto conhecido como "o trevo de cinco folhas". Lá ele jogou 134 jogos (2 gols marcados). Em 1963 ele foi para o DOS Utrecht (17 jogos, 1 gol). Ele terminou sua carreira de jogador em clubes semi-profissionais em Utrecht. 

### Carreira na seleção
Mijnals teria feito 46 jogos pela seleção do Suriname, mas em muitos casos em jogos considerados não-oficiais, contra clubes ou seleções não-reconhecidas, sabendo-se ao menos de três partidas  contra outras seleções: dois jogos em Paramaribo em 1954, ambos contra a Curaçao, em derrota de 3-1 e em vitória por W.O.; e empate em 1-1, com gol dele, em encontro em 1956 contra a Guiana Britânica em Georgetown.[carece de fontes?]
Em 3 de abril de 1960, Mijnals foi convocado pelos Países Baixos - contra a Bulgária - sendo a primeira vez que a Oranje convocou um jogador do Suriname.[carece de fontes?] Nesta partida, Mijnals interrompe uma tentativa búlgara de gol com um chute de ar. No entanto, ele só jogou mais dois jogos (contra a Bélgica e sua própria equipe nacional, o Suriname) desde que ele foi posto de lado pela KNVB.[carece de fontes?]